# Ciglena
Ciglena falu Horvátországban Belovár-Bilogora megyében. Közigazgatásilag Belovár községhez tartozik.

## Fekvése
Belovár központjától légvonalban 9, közúton 11 km-re délkeletre, Prespa és Orovac között, a Ciglenski-patak völgye felett fekszik.

## Története
A 17. századtól a török által elpusztított, kihalt területre folyamatosan telepítették be a keresztény lakosságot. 1774-ben az első katonai felmérés térképén a falu „Dorf Cziglen” néven szerepel. A település katonai közigazgatás idején a szentgyörgyvári ezredhez tartozott. Lipszky János 1808-ban Budán kiadott repertóriumában „Cziglena” néven szerepel.  
Nagy Lajos 1829-ben kiadott művében „Cziglena” néven 86 házzal, 492 katolikus vallású lakossal találjuk.
A katonai közigazgatás megszüntetése után Magyar Királyságon belül Horvátország részeként, Belovár-Kőrös vármegye Belovári járásának része volt. 1857-ben 589, 1910-ben 870 lakosa volt. Az 1910-es népszámlálás szerint a falu lakosságának 96%-a horvát anyanyelvű volt. 1918-ban az új szerb-horvát-szlovén állam, majd később Jugoszlávia része lett. 1941 és 1945 között a németbarát Független Horvát Államhoz, majd a háború után a szocialista Jugoszláviához tartozott. 1991-től a független Horvátország része. 1991-ben lakosságának 97%-a horvát nemzetiségű volt. 2011-ben a településnek 340 lakosa volt.

## Lakossága
| Lakosság változása | Lakosság változása | Lakosság változása | Lakosság változása | Lakosság változása | Lakosság változása | Lakosság változása | Lakosság változása | Lakosság változása | Lakosság változása | Lakosság változása | Lakosság változása | Lakosság változása | Lakosság változása | Lakosság változása | Lakosság változása |
| ------------------ | ------------------ | ------------------ | ------------------ | ------------------ | ------------------ | ------------------ | ------------------ | ------------------ | ------------------ | ------------------ | ------------------ | ------------------ | ------------------ | ------------------ | ------------------ |
| 1857               | 1869               | 1880               | 1890               | 1900               | 1910               | 1921               | 1931               | 1948               | 1953               | 1961               | 1971               | 1981               | 1991               | 2001               | 2011               |
| 589                | 665                | 689                | 758                | 890                | 870                | 837                | 811                | 719                | 708                | 658                | 565                | 495                | 412                | 376                | 340                |

## Nevezetességei
Szent Simon és Júdás Tádé apostolok tiszteletére szentelt római katolikus plébániatemploma a falu déli szélén található. Az első katonai felmérés térképének tanúsága szerint 18. században már állt. Egyhajós épület felköríves, keletelt szentéllyel, melyhez délről csatlakozik a sekrestye. A nyugati homlokzaton kialakított fülkékben Szent József és Szent Mihály szobrai láthatók, felette magasodik a karcsú harangtorony barokk hagymakupolával. Nagyon értékes a templom nyolc regiszteres orgonája, melyet 1842-ben Pump mester zágrábi műlyehében készítettek biedermeier stílusban.